# Lady Channel
Lady Channel é um canal de TV via satélite que transmite exclusivamente 24 horas por dia.

## História
Lady Channel foi fundada em outubro de 2007 pela emissora piemontesa Videolook Channel, cuja programação foi baseada em telenovelas.
As primeiras telenovelas transmitidas foram El privilegio de amar com Adela Noriega, Celeste com Andrea del Boca, Manuela com a Grécia Colmenares e Corazón salvaje com Eduardo Palomo. Eles foram transmitidos das 16:00 às 20:00 e transmitido durante a noite.
A emissora estava inicialmente apenas no canal número 857 da Sky Box, para então ser transferida para o canal 181.
Uma mudança adicional ocorreu com a entrada efetiva na oferta da Sky em 31 de julho de 2009, quando o emissor se instalou no canal 122, deixado gratuitamente pelo RaiSat Premium.
O último movimento ocorreu em 8 de novembro de 2010, quando a rede, devido ao deslocamento dos canais +1, mudou para o número 135.
Em 31 de julho de 2012, o canal encerra a transmissão no Sky e se muda para Vero Capri, canal 55 da transmissão terrestre digital alguns títulos, anteriormente exibidos no Lady Channel, enquanto os outros títulos estão disponíveis em streaming no site.
Em outubro de 2012, a Guido Veneziani Editore (empresa que na época controlava o canal Vero Capri) anunciou sua intenção de retomar o canal (renomeando-o Vero Lady) que ocuparia o número 144 digital terrestre; em novembro de 2012, as transmissões de teste começaram apenas em algumas regiões italianas. No entanto, o canal não teve sucesso por causa das frequências que não conseguiram cobrir o território de uma forma ideal e, portanto, foi fechado em 1 de janeiro de 2013 e substituído pela versão +1 de Vero Capri presente no Mux Retecapri Alpha, continuando a programação do telenovelas em Vero Capri.
A partir de 1 de dezembro de 2016, o logotipo Lady Channel é visível no canal Nuovarete, visível em Emilia Romagna no canal 110 e no Marche no canal 19, que começa a transmitir algumas das telenovelas transmitidas na extinta rede de televisão. O projeto é exumar o emissor.

## Lady en español
Em 31 de maio de 2009, o projeto Lady en español começou, com o objetivo de ensinar a língua espanhola, seguindo uma telenovela no idioma original com legendas em italiano. O primeiro título escolhido pelo emissor é Mientras haya vida, uma telenovela mexicana de 2007 estrelada por Margarita Rosa De Francisco e Saul Lisazo.
Dada a boa resposta do público de Mientras haya vida, em 2 de janeiro de 2010, uma segunda telenovela ocorreu na língua original: Pasión morena, produzida em 2009, em pré-estreia absoluta para a Itália e transmitida simultaneamente com o México.
No final deste último, começa, a partir de 29 de junho de 2010, mais uma telenovela intitulada Se busca un hombre, também da rede TV Azteca, mas produzida em 2007.

## Telenovelas inéditas em italiano
Em 2010, o canal transmitiu pela primeira vez uma telenovela de primeiro olhar dublada em italiano: trata-se da produção do venezuelano Mi gorda bella 2002, que recebeu uma excelente resposta do público. 
No final de Mi gorda bella de 27 de novembro de 2011 às 14h00, uma nova telenovela começou à ser exibida, dublada em italiano intitulada Pagine di vita (título italiano da novela Páginas da Vida), uma produção brasileira de sucesso de 2006 entre os protagonistas desta história são: Ana Paula Arósio, Regina Duarte, Lília Cabral, Fernanda Vasconcellos, Thiago Lacerda, Edson Celulari e Sônia Braga.